# Irresistible (album Jessica Simpson)
Irresistible è il secondo album della cantante pop americana Jessica Simpson.

## Tracce
1. Irresistible
2. A Little Bit
3. Forever in Your Eyes
4. There You Were
5. What's It Gonna Be
6. When You Told Me You Loved Me
7. Hot Like Fire
8. Imagination
9. To Fall in Love Again
10. For Your Love
11. I Never
12. His Eye Is on the Sparrow

Tracce bonus dell'edizione giapponese
1. Irresistible (Hex Hector Club Mix) – 8:53